# Polizeiruf 110: Blütenstaub
Blütenstaub ist ein deutscher Kriminalfilm von Gerhard Respondek aus dem Jahr 1972. Der Fernsehfilm erschien als 10. Folge der Filmreihe Polizeiruf 110.

## Handlung
In die Apotheke von Herrn König wurde über Nacht eingebrochen. Oberleutnant Peter Fuchs und Oberleutnant Jürgen Hübner, der die im Urlaub weilende Vera Arndt vertritt, nehmen sich des Falls an. Anscheinend wurde nichts gestohlen, außer etwas Ether und Ethanol. Im doppelt verschlossenen Giftschrank hingegen fehlen Morphium und große Mengen Strychnin. Ein erster Verdacht fällt auf die Putzfrau Greta Immendahl, die den Einbruch als Erste bemerkte und ihr Putzwasser prompt so verschüttete, dass wichtige Spuren verloren gingen, zumal sie das Wasser gründlich aufwischte. Greta ist erst seit wenigen Wochen Putzfrau in der Apotheke. Früher hat sie als Laborantin auf einem Versuchsgut gearbeitet. Bei der Aufstellung der Morphiumpatienten in der Stadt zeigt sich, dass auch Gretas früherer Chef Dr. Senkpiel eine Zeitlang mit Morphium behandelt wurde. Er ist erstaunt, dass die fähige Laborantin inzwischen freiwillig als Putzfrau arbeitet. Greta kündigte ihm, weil sie nach einem gemeinsamen Urlaub an eine Beziehung glaubte, er sie jedoch fallenließ.
Auf den Scherben der zerschlagenen Apothekenscheibe findet sich Blütenstaub einer exotischen Pflanze. Neben Dr. Senkpiel, der exotische Pflanzen besitzt, richten die Ermittler ihr Augenmerk auch auf die Kohlenhandlung von Julius Schwarz. Am Vorabend der Tat schrieb sich der Schlosser Ernst Lindau, der Cousin von Julius Schwarz, in einem Hotel der Kleinstadt ein. In der Kohlenhandlung ist sein Sohn Peter tätig. Der hat ursprünglich Medizin studiert, musste die Universität jedoch nach drei Semestern verlassen. Während Julius glaubt, dass es an mangelndem politischen Wissen lag, weiß Ernst, dass sein Sohn schlichtweg zu faul zum Lernen war. Ernst ist schon lange nicht mehr als Schlosser tätig, sondern Mitglied des Rates des Bezirkes und Leiter der Energiekommission. Er ist in die Stadt gekommen, um seinen Sohn heim zu seiner kranken Mutter zu holen. Der überspannte Peter sieht sich jedoch als Geschäftsführer der Kohlenhandlung, da Julius Schwarz doch latenter Alkoholiker und zeitweise arbeitsuntüchtig ist.
Die Ermittler sprechen mit Dr. Senkpiel und den Arbeitern der Kohlenhandlung. Heimlich nehmen sie Blütenstaubproben der Pflanzen. In der Apotheke erscheint plötzlich der stets betrunkene Seemann Kuddel und bricht lallend zusammen. Er hat eine Einstichwunde am Arm – ihm wurde eine geringe Dosis Strychnin verabreicht. Er kommt ins Krankenhaus. Unterdessen erhält König einen Erpresseranruf. Er soll 10.000 Mark zahlen. Ansonsten werden zahlreiche Menschen durch Strychnin vergiftet werden. Die Polizei erfährt, dass der Blütenstaub einer Pflanze zugeordnet wurde, die auch in der Kohlenhandlung blüht. Sie observieren nun alle Verdächtigen. Hauptaugenmerk liegt auf Greta und Peter, die sich zudem zu kennen scheinen. Greta sucht Peter auf, der sie einmal in der Apotheke besucht hat, als auch der Schlüssel zum Giftschrank herumlag. Sie hat ihn in Verdacht, den Schlüssel nachgemacht zu haben. Peter wiederum hat sich in Greta verliebt. Er verspricht, ihr die Welt zu Füßen zu legen, doch sie weist ihn ab. Bald wird Greta das überspannte Verhalten Peters genug und sie geht.
Peters Vater Ernst erscheint, als sie gerade geht. Er verdächtigt seinen Sohn ebenfalls, etwas mit dem Einbruch in die Apotheke zu tun zu haben. Tatsächlich findet er die gestohlenen Morphium- und Strychnin-Präparate. Peter gibt vor, angesichts seiner Situation an Selbstmord gedacht zu haben. Er will sich nun ändern und mit seinem Vater nach Hause fahren. Er gibt ihm die Ampullen und bittet ihn, sie zur Apotheke zu schaffen. Während Ernst in der Apotheke in der Schlange wartet, hört er, dass Kuddel mit Strychnin vergiftet wurde. Er übergibt Jürgen Hübner die Medikamente. Es fehlen jedoch weiterhin Ether und Ethanol – Peter Fuchs erkennt, dass der Raub aus dem Giftschrank nur ein Ablenkungsmanöver sein sollte. Peter wurde jedoch weiterhin beschattet und zuletzt an einer Sparkassenfiliale gesehen. Tatsächlich will er die Bank überfallen und den Angestellten mit Ether betäuben. Ihm öffnet jedoch kein Angestellter, sondern Leutnant Lutz Subras, der ihn unterstützt von Peter Fuchs festnimmt.

## Produktion
Blütenstaub wurde vom 19. Juni bis 30. Juli 1972 in Bad Freienwalde gedreht. Die Kostüme des Films schuf Ursula Scheel, die Filmbauten stammen von Christoph Lindemann. Der Film erlebte am 22. Oktober 1972 im 1. Programm des Fernsehens der DDR seine Fernsehpremiere.
Es war die 10. Folge der Filmreihe Polizeiruf 110. Oberleutnant Peter Fuchs ermittelte in seinem neunten Fall, Oberleutnant Jürgen Hübner in seinem zweiten und auch Kriminal-Wachtmeister Lutz Subras in seinem zweiten Fall. Es war das erste Mal, dass Fuchs und Hübner gemeinsam ermittelten, wobei Hübner als Urlaubsvertretung für die sonst mit Fuchs ermittelnde Vera Arndt eingeführt wird.
Die Kritik befand, dass der Film erste Maßstäbe „für die … Methode der kritischen Sicht auf die DDR-Wirklichkeit und auf die Menschen, die von dieser Wirklichkeit entscheidend moralisch geprägt worden sind“, setzte. Regisseur Respondek habe „überzeugende Figurenhaltungen für die Darstellung des Alltagslebens in einer DDR-Kleinstadt mit ihrer permanenten Schläfrigkeit und ihren Trunkenbolden“ gefunden.